# Parada de Disco Benidorm (TRAM Alicante)
Disco Benidorm fue una parada del TRAM Metropolitano de Alicante, donde prestaba servicio la línea 9. Estaba en la zona norte del casco urbano de Benidorm, cerca del Palacio Municipal de Deportes La Isla de Benidorm. Se cerró en el año 2018, cuando se puso en servicio la parada de Benidorm Intermodal.

## Características
En esta parada prestó servicio la línea 9 del Tram de Alicante. Disponía de un andén, una vía y una marquesina.
En la parada se detenían los automotores diésel serie 2500, unidades que nacieron de una transformación de las unidades 2300 (proceso que se llevó a cabo durante los años 2005-2006).

## Accesos
A esta parada se accedía desde el Camino del Salto de Agua, en la zona rural del municipio de Benidorm.

## Líneas y conexiones
| << Cabecera | < Estación | Línea | Estación > | Cabecera >> |
| ----------- | ---------- | ----- | ---------- | ----------- |
| Benidorm    | Benidorm   |       | Camí Coves | Denia       |